# Butastur indicus
Butastur indicus е вид птица от семейство Ястребови (Accipitridae).

## Разпространение
Видът е разпространен в Бруней, Виетнам, Индонезия, Източен Тимор, Камбоджа, Китай, Лаос, Малайзия, Мианмар, Русия, Северна Корея, Сингапур, Тайланд, Филипините, Хонконг, Южна Корея и Япония.